# Stina Johannes
Stina Johannes (* 23. Januar 2000 in Hannover) ist eine deutsche Fußballspielerin. Von Juli 2018 bis März 2022 gehörte sie der SGS Essen als Torhüterin an. Bis zu ihrem Wechsel zu Eintracht Frankfurt spielte sie drei Monate beim japanischen Erstligisten INAC Kobe Leonessa.

## Karriere

### Vereine
Johannes ist in Burgdorf in der niedersächsischen Region Hannover aufgewachsen. Im Alter von sieben Jahren wechselte sie zum Heesseler SV und spielte acht Jahre lang in den entsprechenden Jungenteams. 2015 ging sie zum HSC Hannover. Aber bereits nach einer Saison mussten die männlichen B-Junioren des HSC auf ihre Torhüterin verzichten, da sie aus der Landesliga 2016 zum FF USV Jena in die Bundesliga wechselte. Dort spielte sie für die U17-Mannschaft in der B-Juniorinnen-Bundesliga, trainierte jedoch bereits im Team der Frauen. Ihr Debüt im Seniorinnenbereich gab sie am 3. September 2017 (1. Spieltag) bei der 1:4-Niederlage im Auswärtsspiel gegen den 1. FFC Turbine Potsdam mit Einwechslung in der 39. Minute für Justien Odeurs, die sich verletzt hatte. Nach zwei Saisons für den FF USV Jena gab die SGS Essen ihre Verpflichtung zur Saison 2018/19 am 9. Mai 2018 bekannt; sie unterzeichnete einen bis zum 30. Juni 2020 datierten Vertrag.
Seit ihrem letzten Punktspiel am 6. Juni 2021 hatte sie wiederholt mit Verletzungen zu kämpfen. Um ihr Spielpraxis zu ermöglichen, bevor sie zur Saison 2022/23 zu Eintracht Frankfurt wechselte und der abwandernden Merle Frohms nachfolgte, spielte sie drei Monate für den japanischen Erstligisten INAC Kōbe Leonessa. Ihr einziges Pflichtspiel für Kōbe absolvierte Johannes am 22. Mai 2022, als sie beim 5:2-Sieg ihrer Mannschaft gegen Omiya Ardija zur 46. Minute eingewechselt wurde. Zum Ende der Saison 2021/22 stand die japanische Meisterschaft fest. Seit Beginn der Saison 2022/23 ist sie Stammtorhüterin bei Eintracht Frankfurt; ihr Vertrag läuft bis zum 30. Juni 2025. Zur Saison 2025/26 wurde sie vom VfL Wolfsburg verpflichtet, mit dem sie einen Dreijahresvertrag unterschrieben hat.

### Nationalmannschaft
Im Jahr 2014 wurde Johannes an die Sportschule Hennef zu einem Lehrgang des DFB eingeladen; am 28. Oktober desselben Jahres debütierte sie als Nationalspielerin für die U15-Nationalmannschaft. Das Spiel in Glasgow gegen die gastgebende Auswahl der schottischen U15-Juniorinnen wurde mit 13:0 (9:0) gewonnen; damit avancierte sie zu Heeßels erste Nationalspielerin. In ihrem zweiten Einsatz im Nationaltrikot gegen die belgische Auswahl am 3. Dezember 2014 blieb sie ebenfalls ohne Gegentor. Auch in ihrem dritten Länderspiel als U15-Juniorin ist sie am 2. Juni 2015 gegen die Auswahl der Tschechischen Republik ohne Gegentreffer geblieben.
Erst am 2. September 2015 musste sie als U16-Juniorin im Länderspiel gegen Dänemark ein Tor hinnehmen und konnte nicht mit Nadine Angerer gleichziehen, die in ihren ersten vier Länderspielen ohne Gegentor geblieben war.
2017 wurde Johannes mit der U17-Nationalmannschaft in Tschechien Europameister. Das Halbfinale, ihr fünftes Länderspiel für die U17, wurde erst im Elfmeterschießen entschieden, in dem sie vier Schüsse abwehren konnte. Auch das Finale musste im Elfmeterschießen entschieden werden; Johannes parierte wiederum einen getretenen Ball.
Am 21. Juli 2018 ging sie in ihrem 15. Länderspiel, ihrem vierten für die U19-Nationalmannschaft, bei der 0:1-Niederlage im zweiten Spiel der Gruppe B der in der Schweiz ausgetragenen Europameisterschaft gegen die Auswahl der Niederlande, erstmals nicht als Sieger vom Spielfeld.
Für die Weltmeisterschaft 2023 in Australien und Neuseeland wurde sie von Bundestrainerin Martina Voss-Tecklenburg als dritte Torhüterin in die Nationalmannschaft berufen und schied mit Deutschland in der Vorrunde aus. Ihr Debüt in der A-Nationalmannschaft gab sie am 4. Juni 2024 in Gdynia im vierten Spiel der EM-Qualifikationsgruppe A4 beim 3:1-Sieg über die Nationalmannschaft Polens. 
Bundestrainer Christian Wück berief sie für die Fußball-Europameisterschaft der Frauen 2025 in den Kader der Nationalmannschaft, die im Halbfinale ausschied.

## Erfolge
Nationalmannschaft

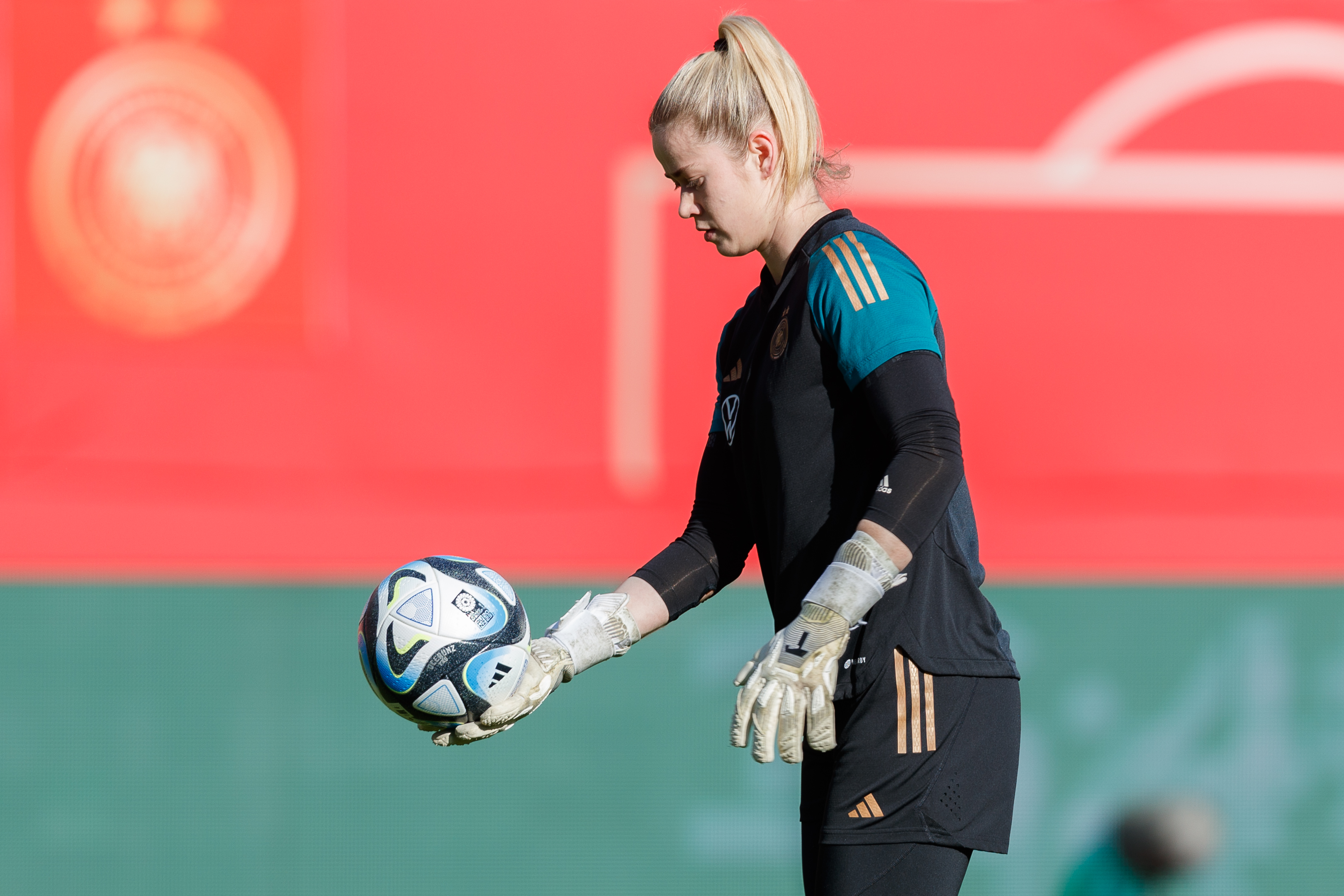
Johannes 2023 bei der Nationalmannschaft

- Finalist U19-Europameisterschaft 2018
- U17-Europameister 2017

INAC Kobe Leonessa
- Japanischer Meister 2022

## Sonstiges
Johannes besuchte das Gymnasium der Humboldtschule Hannover, bevor sie nach ihrem Wechsel zum FF USV Jena die Eliteschule des Sports, das Sportgymnasium „Johann Christoph Friedrich GutsMuths“ 2018 mit Abitur verließ. Nach ihrem Wechsel zur SGS Essen hatte sie ein Mathematikstudium an der Universität Duisburg-Essen aufgenommen.